# Eugène Rittweger de Moor
Baron Eugène Rittweger de Moor (Theux, 4 november 1921 - Ukkel, 25 augustus 1996) was een Belgisch diplomaat.

## Biografie
Eugène Rittweger de Moor was een telg uit de familie Rittweger de Moor. Hij was een zoon van Paul Rittweger de Moor en Alice Burnell. Hij trouwde in 1950 in Brussel met Monique de Mal (1921-2008). Ze kregen twee zoons, met afstammelingen tot heden.
In 1947 trad hij in dienst van Buitenlandse Zaken. Van 1950 tot 1952 was hij op post in Athene, van 1953 tot 1954 in Praag en van 1956 tot 1960 in Lima. Hij was consul-generaal in Bukavu in 1960, tijdens de mislukte inname van de stad door Mobutu Sese Seko. Rittweger de Moor was vervolgens consul-generaal in Dar es Salaam van 1960 tot 1961. Vanaf 1962 was hij er zaakgelastigde en tevens bevoegd voor Oeganda en Madagaskar. In 1963 werd hij zaakgelastigde in Nairobi en in 1965 ambassadeur in Dar es Salaam en later dat jaar tevens Antananarivo.
Van 1972 tot 1976 was Rittweger de Moor chef van het protocol van het ministerie van Buitenlandse Zaken, van 1976 tot 1980 was hij ambassadeur in Kinshasa, van 1980 tot 1984 bij de Heilige Stoel en van 1985 tot 1986 in Parijs.